# Antoni Krupski
Antoni Krupski (niem. Krupski Anton; ur. 27 lipca 1889 w Schleinikon, kanton Zurych, zm. 3 grudnia 1948 w Zurychu), szwajcarski lekarz weterynarii pochodzenia polskiego, profesor Uniwersytetu w Zurychu.

## Życiorys
Był synem Stanisława, działacza polskich organizacji spiskowych, zesłańca i więźnia carskiego, osiadłego w 1871 w Szwajcarii, gdzie po ukończeniu studiów medycznych pracował jako lekarz kolejowy oraz był publicystą politycznym związanym z Muzeum Narodowym Polskim w Rapperswilu. Antoni Krupski studiował weterynarię na Uniwersytecie w Zurychu, gdzie najpierw uzyskał dyplom lekarza weterynarii, a następnie doktora medycyny weterynaryjnej (1917, rozprawa doktorska Über die Wirkung von Giftkombinationen auf Bakterien).
Przez pewien czas pracował jako miejski lekarz weterynarii w Zurychu, później poświęcił się pracy naukowej i na Wydziale Medycyny Weterynaryjnej miejscowego Uniwersytetu był kolejno docentem i profesorem. Prowadził klinikę oraz prowadził zajęcia z chorób wewnętrznych zwierząt. W pracy naukowej zajmował się fizjologią i patologią rozrodu oraz chorobami bydła.
Bibliografia prac naukowych Krupskiego liczy kilkadziesiąt pozycji (w tym części był on współautorem), większość ukazała się na łamach periodyku "Schweizer Archiv für Tierheilkunde", ale także w innych pismach szwajcarskich i austriackich (m.in. Vergleichende Versuche über die Wirkung einiger gebräuchlicher Desinfektionsmittel, Kritische Bemerkungen zur Frage der Vorkommens der Riderfinne, Beiträge zur Pathologie der Sexualorgane des Rindes, Beiträge zur Phisiologie und Pathologie des endokrinen Systems, Beiträge zur Physiologie und Pathologie der Nierenfunktionen beim Pferd, Über akzidentelle Thymusinvolution beim Kalbe, Blutuntersuchungen bei Haustieren, Erythrocytenmobilisation beim Pferd).
Krupski był obywatelem Szwajcarii, do końca życia zachował jednak przywiązanie do Polski. W latach 1940–1945 otaczał opieką internowanych w Szwajcarii polskich wojskowych, współpracował również z ośrodkami weterynaryjnymi w Polsce w pierwszych latach powojennych.